# Suore della misericordia di Tacloban
Le Suore della Misericordia (in inglese Religious Sisters of Mercy; sigla R.S.M.) sono un istituto religioso femminile di diritto pontificio.

## Storia
Le origini dell'istituto si ricollegano a quelle delle suore della misericordia fondate nel 1831 a Dublino da Catherine McAuley.
Nel 1954 sei religiose irlandesi  provenienti dal convento di Saint Maries of the Isle a Cork si stabilirono nelle Filippine, a Tacloban, dove erano state chiamate da Lino Rasdesales Gonzaga, vescovo di Palo. Il ramo filippino delle suore della misericordia si costituì in congregazione autonoma e la sua indipendenza fu riconosciuta dalla Santa Sede nel 1981.

## Attività e diffusione
Le suore si dedicano a opere in campo educativo, assistenziale e sociale.
La sede generalizia è a Tacloban.
Alla fine del 2015 l'istituto contava 50 religiose in 10 case.